# Greedy People (Film)
Greedy People – Gelegenheit macht gierig ist eine US-amerikanische Krimikomödie aus dem Jahr 2024, die von Potsy Ponciroli inszeniert wurde.

## Handlung
Polizist Will Shelley zieht mit seiner schwangeren Frau Paige in die Küstenstadt Providence, um dort ein ruhiges Leben zu führen. Doch bereits an seinem ersten Arbeitstag wird er in eine folgenschwere Situation verwickelt: Bei einem Einsatz erschießt er versehentlich Virginia Chetlo, eine einflussreiche Frau der Stadt. Sein neuer Partner Terry Brogan überredet ihn, den Vorfall zu vertuschen. Dabei stoßen sie auf eine große Menge Bargeld, das sie kurzerhand für sich behalten.
Während Will von Schuldgefühlen geplagt wird, beginnt Paige, Verdacht zu schöpfen und um ihre Familie zu schützen, setzt sie den Auftragsmörder „The Irishman“ auf Terry an. Gleichzeitig wird Wallace Chetlo, der Ehemann des Opfers, selbst verdächtigt, den Mord in Auftrag gegeben zu haben. In Wahrheit hatte er einen Killer engagiert, der jedoch zu spät kam, um seine Frau zu töten. Dies führt zu einem gefährlichen Verwirrspiel, in dem mehrere Parteien um das Geld kämpfen.
Während Terry zunehmend paranoid wird, eskaliert die Situation. Er zwingt Will, ihm das Geld zu zeigen, doch Paige hat es entwendet, um ihre Familie zu retten. Als Terry die Wahrheit erfährt, kommt es zur Konfrontation, bei der Will getötet wird. Kurz darauf wird Terry von der Polizei erschossen, nachdem Paige ihn als Hauptschuldigen dargestellt hat. Doch ihre Hoffnung auf ein neues Leben währt nicht lange – auch sie wird letztlich von einem der Auftragsmörder getötet.
Am Ende bleiben nur Chaos und ein unaufgeklärter Fall zurück. Captain Murphy, die zunehmend misstrauisch wurde, adoptiert Wills neugeborenes Kind, ohne jemals die ganze Wahrheit zu erfahren.

## Hintergrund
Greedy People basiert lose auf tatsächlichen Versicherungsbetrugsfällen, die in verschiedenen High-Society-Kreisen dokumentiert wurden. Der Film verbindet klassische Heist-Elemente mit schwarzem Humor und gesellschaftskritischen Anspielungen.

## Produktion
Die Dreharbeiten fanden größtenteils in Los Angeles und San Francisco statt. Regisseur Potsy Ponciroli entwickelte das Drehbuch gemeinsam mit Mike Vukadinovich. Die Filmmusik wurde von Jordan Lehning komponiert, während die Kameraarbeit von Eric Koretz übernommen wurde. Die Produktion übernahmen Zack Schiller und Dylan Sellers.

## Veröffentlichung
Greedy People feierte seine Premiere am Sundance Film Festival im Januar 2024. In den USA startete der Film am 15. März 2024 in den Kinos. Der deutsche Kinostart erfolgte am 9. Mai 2024.

## Rezeption
„Eine temporeiche Komödie mit scharfzüngigem Humor und cleverer Gesellschaftssatire.“

Greedy People erhielt gemischte bis positive Kritiken. Während einige Rezensenten den satirischen Ansatz lobten, kritisierten andere die überzeichnete Handlung. Der Review-Aggregator Rotten Tomatoes stufte 27 von 45 Rezensionen als positiv ein, was einem „Tomatometer“ von 60 % entspricht.